# Indigènes
Ærens Dage (fransk: Indigènes; arabisk: بلديون ) er en fransk spillefilm fra 2006, instrueret af fransk-algeriske Rachid Bouchareb. I hovedrollerne medvirker Sami Bouajila, Jamel Debbouze, Samy Naceri, Roschdy Zem, Mélanie Laurent og Bernard Blancan.
Filmen omhandler primært den diskriminerende behandling af koloniale nordafrikanere af de hvide franskmænd. Dette spørgsmål førte til en ændring i den franske regerings politik 60 år senere.

## Handling
Filmen finder sted under 2. Verdenskrig i 1943 og handler om de fire Barbary Said, Yassir, Messaoud og Abdelkader, der melder sig ind i den franske hær for at kæmpe for et land, de aldrig har set.

## Medvirkende
- Jamel Debbouze – Saïd Otmari
- Samy Naceri – Yassir
- Roschdy Zem – Messaoud Souni
- Sami Bouajila – Abdelkader
- Bernard Blancan – Sergent Roger Martinez
- Mathieu Simonet – Caporal Leroux
- Assaad Bouab – Larbi
- Benoît Giros – Capitaine Durieux
- Mélanie Laurent – Margueritte village Vosges
- Antoine Chappey – Le colonel
- Aurélie Eltvedt – Irène
- Thomas Langmann – Le journaliste
- Thibault de Montalembert – Capitaine Martin
- Dioucounda Koma – Touré (as Diouc Koma)
- Philippe Beglia – Rambert

## Priser
- Jamel Debbouze, Samy Naceri, Roschdy Zem, Sami Bouajila og Bernard Blancan vandt en Prix d'interprétation masculine til Filmfestivalen i Cannes i 2006.[2]
- Filmens manuskriptforfattere modtog en César for bedste original manuskript i 2007
- Filmen blev nomineret til en Oscar for bedste udenlandske film, men tabte til den tyske film De andres liv.